# Namrata Shirodkar
Namrata Shirodkar est une actrice indienne née le 22 janvier 1972 à Mumbai. Elle est la sœur de l'actrice Shilpa Shirodkar, a été mannequin et a été élue Miss Inde en 1993.
Elle a fait ses débuts dans le film Jab Pyaar Kisise Hota Hai en 1998, qui comptait dans sa distribution Salman Khan et Twinkle Khanna ; le film eut un énorme succès au box-office : elle obtint alors le statut de star et se fit un nom à Bollywood. 
Après un passage à vide, elle revient sur le devant de la scène en 2004 en interprétant le rôle de Jaya Bakshi dans Coup de foudre à Bollywood (Bride and Prejudice), sœur aînée de Aishwarya Rai Bachchan dans le film. Le film connut le succès, notamment au Royaume-Uni. Elle a quitté l'industrie du cinéma après son mariage : le 10 février 2005, elle a épousé l'acteur Mahesh Babu dont elle a eu son premier enfant le 31 août 2006.

## Filmographie
- 1998 : Jab Pyaar Kisise Hota Hai
- 1998 : Hero Hindustani
- 1999 : Vaastav
- 1999 : Kachche Dhaage
- 1999 : Ezhupunna Tharakan
- 2000 : Pukar
- 2000 : Hera Pheri
- 2000 : Astitva
- 2000 : Aaghaaz
- 2000 : Vamsee
- 2001 : Albela
- 2001 : Tera Mera Saath Rahen
- 2002 : Hathyar
- 2002 : Dil Vil Pyar Vyar
- 2002 : Maseeha
- 2003 : Pran Jaaye Par Shaan Na Jaaye
- 2003 : Tehzeeb
- 2003 : LOC Kargil
- 2004 : Anji
- 2004 : Insaaf: The Justice
- 2004 : Coup de foudre à Bollywood (meilleure actrice avec Aishwarya Rai)
- 2004 : Charas (en)
- 2004 : Rok Sako To Rok Lo

## Source
- Traduit de l'article du wikipédia anglais dans cette version